# Kömörő, Szabolcs-Szatmár-Bereg
Kömörő  este un sat în districtul Fehérgyarmat, județul Szabolcs-Szatmár-Bereg, Ungaria, având o populație de 578 de locuitori (2011). 

## Demografie
Componența etnică a satului Kömörő
     Maghiari (88,69%)
     Romi (11,31%)
Componența confesională a satului Kömörő
     Reformați (78,03%)
     Romano-catolici (2,94%)
     Greco-catolici (1,73%)
     Fără religie (1,73%)
     Necunoscută (15,57%)
     Alte religii (0,52%)
Conform recensământului din 2011, satul Kömörő avea 578 de locuitori. Din punct de vedere etnic, majoritatea locuitorilor (88,69%) erau maghiari, cu o minoritate de romi (11,31%).   Din punct de vedere confesional, majoritatea locuitorilor (78,03%) erau reformați, existând și minorități de romano-catolici (2,94%), persoane fără religie (1,73%) și greco-catolici (1,73%). Pentru 15,57% din locuitori nu este cunoscută apartenența confesională.